# Cubaris sulcifrons
Cubaris sulcifrons là một loài chân đều trong họ Armadillidae. Loài này được Green miêu tả khoa học năm 1961.